# Zdeněk Tůma (politik)
Zdeněk Tůma (16. února 1958 – 2. ledna 2022) byl český politik, v letech 2020 až 2022 zastupitel kraje Vysočina, v letech 2014 až 2022 starosta města Ledeč nad Sázavou na Havlíčkobrodsku.

## Osobní život
Jeho otec MUDr. Emil Tůma pracoval ve městě jako lékař. Od žákovských let až do pozdních mužských hrál za místní házenkářský klub. Poté zde působil jako trenér a předseda klubu. Působil i jako rozhodčí na republikové úrovni a byl také funkcionář Českého svazu házené.
Nejprve studoval chemii na střední škole v Pardubicích. A poté vystudoval Vysokou školu chemicko-technologickou v Praze.

## Politická kariéra
V roce 2002 byl poprvé zvolen do zastupitelstva města jako bezpartijní za Nezávislé kandidáty. Svůj mandát pravidelně obhájil. Poprvé byl jako 44. starosta města zvolen ve volbách do zastupitelstev 2014 na schůzi nově zvoleného zastupitelstva dne 14. listopadu 2014. Znovu byl zvolen starostou po volbách zastupitelstev 2018 dne 31. října.
V roce 2020 byl zvolen do zastupitelstva kraje Vysočina za koalici Starostové pro Vysočinu (STAN a SNK ED).